# Durme
El Durme és un riu belga de 23,5 km que neix a Daknam, un nucli de la ciutat de Lokeren a la província de Flandes Oriental. Desemboca a l'Escalda entre Tielrode i Hamme.
Rega les ciutats de Lokeren, Waasmunster, Hamme i Tielrode. És navegable de classe I per 4,5 km amunt de Lokeren i per 4,8 km de Hamme fins a la desembocadura, tot i no tenir cap importància per a la navegació comercial. El tram entre Lokeren i Daknam convé bé per a la navegació de plaer en canoa i caiac.L'home va intervenir molt al curs del riu. Ja des de la meitat del segle xiv, les ciutadans de Bruges van començar a desviar l'aigua del curs superior del tram del Durme també anomenat Hoogkale des de Beernem i el Poekebeek que neix a Tielt per a augmentar el cabal del Reie, que va esdevenir el canal Gant-Bruges. Més tard, més aigua va desviar-se per als canals Gant-Terneuzen i Moervaart. El seu afluent major és el Zuidlede. Com l'Escalda superior, segueix els moviments de la marea.

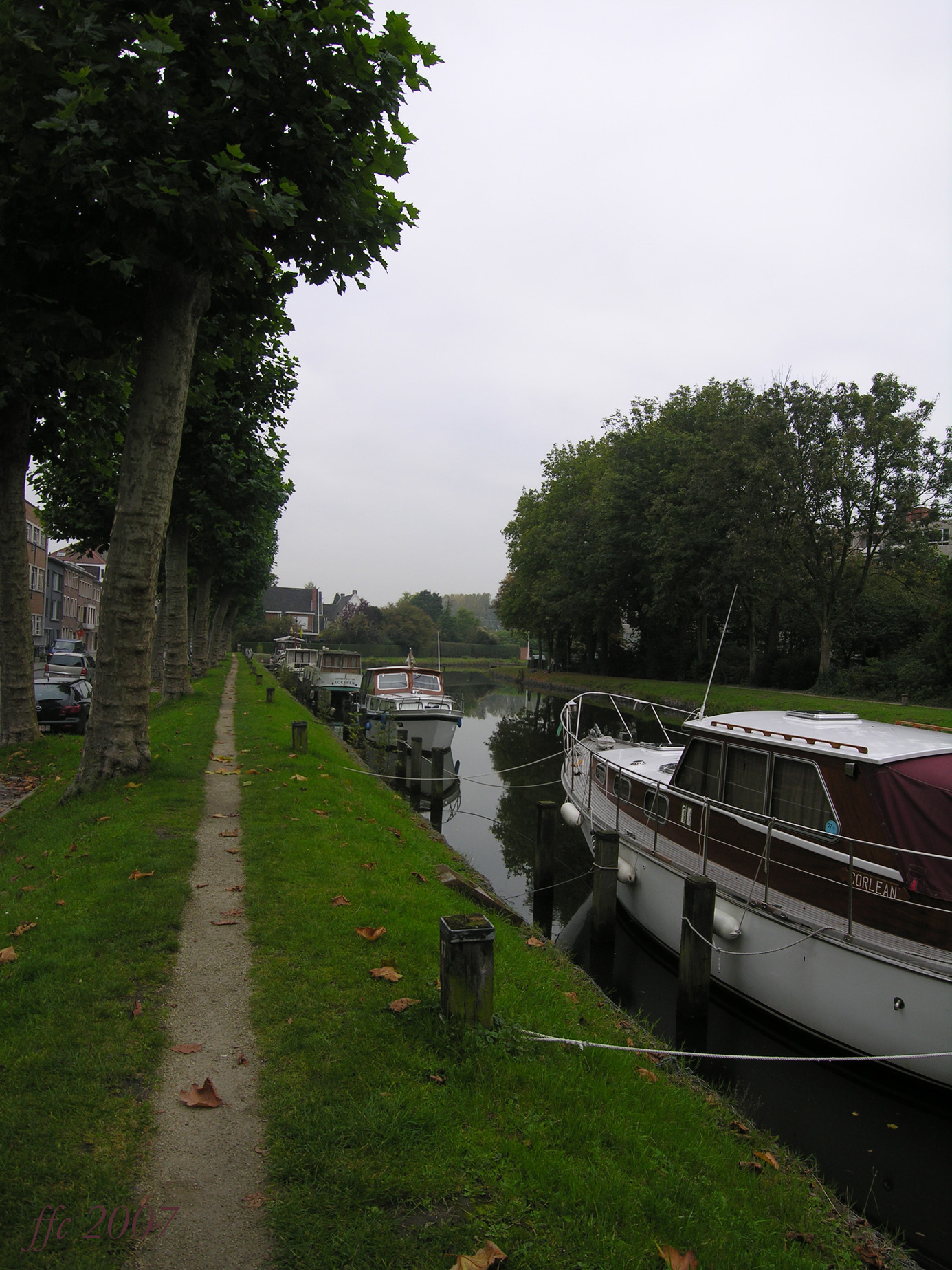
el Durmekaai a Lokeren en direcció de Daknam
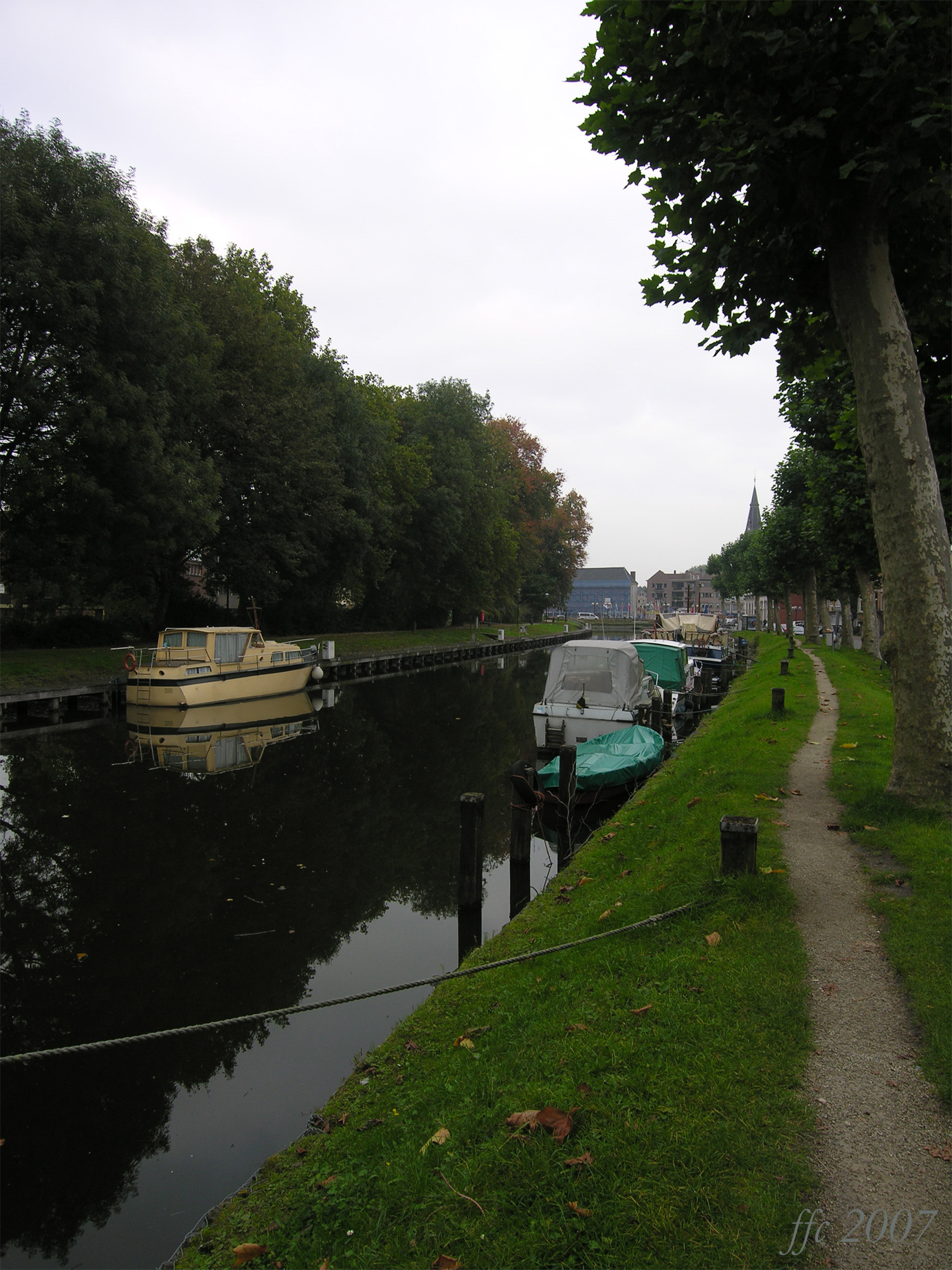
Durmelaan i al fons la plaça del mercat de Lokeren